# Isoxya mahafalensis
Isoxya mahafalensis là một loài nhện trong họ Araneidae.
Loài này thuộc chi Isoxya. Isoxya mahafalensis được M. Emerit miêu tả năm 1974.